# Eutaxia microphylla
Eutaxia microphylla là một loài thực vật có hoa trong họ Đậu. Loài này được (R.Br.) J.M.Black miêu tả khoa học đầu tiên.